# Дольницький Зенон-Любомир Кирилович
Зенон-Любомир Кирилович Дольни́цький (нар. 11 липня 1896, Глиняни — пом. 10 травня 1976, Гарш) — український співак (драматичний баритон) і педагог.

## Біографія
Народився 11 липня 1896 року в містечку Глинянах (нині місто Львівського району Львівської області, Україна). Упродовж 1920—1925 років навчався співу у Львівській консерваторії Польського музичного товариства, зокрема у класі Чеслава Заремби. Майстерність удосконалював у Ленінграді, Мілані.
У 1925 році дебютував на сцені Львівської опери, далі співав в оперних театрах Варшави, Кракова, Катовиці, Познані, Праги, Будапешту, Мадриду, Барселони, Флоренції, Турину, театрах «Малібран» у Венеції, «Ла Скала», «Даль Верме» у Мілані, Відні, Белграді тощо. Упродовж 1936—1938 років виступав на Львівській польській сцені; у 1939—1941 роках — у містах Німеччини. У 1942—1944 роках — соліст оперного театру в окупованому Львові, виступав також із сольними концертами.
З 1950 року викладав у Парижі в Російській консерваторії імені Сергія Рахманінова. Помер у Гарші 10 травня 1976 року.

## Творчість
партії
- Томський, Єлецький («Пікова дама» Петра Чайковського);
- Демон («Демон» Антона Рубінштейна);
- Жермон, Ренато, Ріґолетто, Амонасро, Яґо («Травіата», «Бал-маскарад», «Ріголетто», «Аїда», «Отелло» Джузеппе Верді);
- Скарпіа, Марсель, Шарплес («Тоска», «Богема», «Мадам Баттерфляй» Джакомо Пуччіні);
- Сільвіо («Паяци» Руджеро Леонкавалло);
- Ескамільо («Кармен» Жоржа Бізе);
- Фауст («Мефістофель» Арріґо Бойто);
- Мефістофель («Фауст» Шарля Ґуно);
- Нілаканта («Лакме» Лео Деліба);
- Януш («Галька» Станіслава Монюшка).

У концертах виконував твори Миколи Лисенка, Остапа Нижанківського, Дениса Січинського, Станіслава Людкевича, Василя Барвінського, Кирила Стеценка, Петра Чайковського, Антона Рубінштейна, Сергія Рахманінова, Роберта Шуманна, Яна Ґалля, Станіслава Монюшка; у репертуарі були сольна партія в симфонії № 9 Людвіга ван Бетговена, арії з опер, народні пісні (українські, італійські, французькі, іспанські, польські). 
Записав на платівки низку творів, зокрема Яна Ґалля («Сирена-Рекорд», Варшава).